# ميدالية وليام بووي
ميدالية وليام بووي، جائزة تمنح سنوياً من قبل الاتحاد الجيوفيزيائي الأمريكي للعلماء الذي يقدموا مساهمات مهمة في أساسيات فيزياء الأرض وللتعاون في مجال البحث. سميت نسبة لوليام بووي أحد مؤسسي الاتحاد.

## حائزو الميدالية
Source: AGU
- 1939	وليام بووي[2]
- 1940	آرثر لويس داي
- 1941	جون آدم فليمنغ
- 1942	نيكولاس هنتر هيك
- 1943	أوسكار إدوارد مينزر
- 1944	هنري بريانت بيغيلو
- 1945	جاكوب آل بونيفي جركنيس
- 1946	ريغينالد آلدورث دالي
- 1947	فليكس أندرياس فينينغ مينز
- 1948	جيمس ب. ماكلوين
- 1949	والتر دافيس لامبيرت
- 1950	ليسون هيبرلنغ أدامز
- 1951	هارالد سفيردروب
- 1952	هارولد جيفريز
- 1953	بينو غوتنبرغ
- 1954	Richard Montgomery Field
- 1955	والتر هرمان بوتشر
- 1956	Weikko Aleksanteri Heiskanen
- 1957	موريس إيوينغ
- 1958	Johannes Theodoor Thijsse
- 1959	والتر إلساسر
- 1960	فرنسيس بيرش
- 1961	Keith Edward Bullen
- 1962	سيدني تشابمان (رياضياتي)
- 1963	Merle Antony Tuve
- 1964	يوليوس بارتلس  [لغات أخرى]‏
- 1965	هوغو بينيوف[3]
- 1966	Louis B. Slichter
- 1967	لويد بيركنر
- 1968	روجر ريفال
- 1969	Walter B. Langbein
- 1970	Bernhard Haurwitz
- 1971	إنجي لمان
- 1972	كارل إيكارت
- 1973  George P. Woollard
- 1974  A.E. Ringwood
- 1975  إدوارد بولارد
- 1976  Jule G. Charney
- 1977  جيمس ألفرد فان ألن
- 1978  هلموت لاندسبيرغ
- 1979  فرانك بريس
- 1980  Charles A. Whitten
- 1981	هربرت فريدمان
- 1982	هنري ستومل
- 1983	Syun-iti Akimoto
- 1984	Marcel Nicolet
- 1985	H. William Menard  [لغات أخرى]‏
- 1986	James Dooge
- 1987	روبرت ن. كلايتون
- 1988	هانز ألففين
- 1989	والتر مونك
- 1990	يوجين باركر
- 1991	دون أندرسون
- 1992	ألفرد أوتو كارل نير  [لغات أخرى]‏
- 1993	ايروين أولا شابيرو
- 1994	Peter S. Eagleson
- 1995	كلود أليجري
- 1996	يوجين ميرل شوميكر
- 1997	Raymond Hide
- 1998	Richard M. Goody
- 1999	جيمس فريمان غيلبرت[4]
- 2000	John A. Simpson
- 2001	دان ماكينزي (جيوفيزيائي)
- 2002	Adam M. Dziewonski  [لغات أخرى]‏
- 2003	Donald L. Turcotte
- 2004	Keiiti Aki
- 2005	Johannes Geiss
- 2006	كارل ونش
- 2007	سوزان سليمان[5]
- 2008	Gerald J. Wasserburg
- 2009	Ignacio Rodriguez-Iturbe
- 2010  سيوكورو مانابي
- 2011  Louis J. Lanzerotti
- 2012  آني كازيناف
- 2013  Raymond Roble
- 2014  هيروو كاناموري
- 2015  Wilfried H. Brutsaert